# Stephen Hendry
Stephen Gordon Hendry (South Queensferry, 13 januari 1969) is een Schots professioneel snookerspeler.

## Biografie
Hendry werd Schots amateurkampioen toen hij vijftien jaar oud was en hij werd professioneel speler op zijn zestiende. Daarmee was hij de jongste tot dan toe. Later werd ook Ronnie O'Sullivan op die leeftijd professioneel speler.
In 1990 werd Hendry op 21-jarige leeftijd voor de eerste keer wereldkampioen snooker tijdens het World Snooker Championship 1990. Daarmee werd hij de jongste wereldkampioen ooit. Gedurende de jaren '90 domineerde hij de snookerwereld en won hij de wereldtitel ook in 1992, 1993, 1994, 1995, 1996. Hij won het wereldkampioenschap voor het laatst in 1999, waarmee hij de titel als eerste speler ooit zeven keer won.
Behalve dat hij deze wereldtitels heeft gewonnen, is Hendry bijna dertig jaar een van de allerbeste snookerspelers ter wereld geweest.
- Hendry heeft na Ronnie O’Sullivan de meeste officiële toernooien gewonnen: 36. Alleen Steve Davis won meer toernooien als professional, alle toernooien meegerekend: 80 tegen 72.
- Hij was tot 15 januari 2015 recordhouder aller tijden wat betreft het hoogste aantal century breaks ('centuries') in officiële wedstrijden: 775. Een century break is een serie van 100 punten of meer. Die dag maakte Ronnie O'Sullivan zijn 776e en streefde hij Hendry voorbij.[1]
- Op 21 april 2012 heeft Hendry zijn 11e maximumbreak gemaakt. Hij deed dit op het World Snooker Championship 2012, het WK, waaraan hij voor de 27e achtereenvolgende keer meedeed, en evenaarde met deze prestatie het record van Ronnie O'Sullivan. Hendry ontving hiervoor het extra bedrag van £60.000.
- In de finale van de UK Championship in 1996 tegen Ken Doherty maakte Hendry vijf 'century breaks' in zeven frames en zeven century's in tien frames.
- Hendry was tot 2014 de enige die een maximumbreak heeft gemaakt in de finale van een officieel toernooi, iets wat hij drie keer heeft gedaan. Een van de maximumbreaks was het winnende frame van het toernooi. Op 2 maart 2014 won O'Sullivan met een maximumbreak het Welsh Open, waarmee hij niet alleen weer recordhouder werd wat betreft het aantal 'maximums', maar dus eveneens een 147-break scoorde in de finale van een officieel toernooi.[2]

Op 1 mei 2012, na verlies met 13-2 tegen Stephen Maguire, kondigde Hendry aan dat hij stopte als professioneel snookerspeler.
Op 2 maart 2021 maakte Hendry op het Gibraltar Open na een afwezigheid van bijna 9 jaar zijn rentree.

## Overig
Hendry trouwde in 1995 met Mandy, met wie hij twee zoons kreeg. Op 13 april 2014 werd bekendgemaakt dat Hendry en zijn vrouw na een huwelijk van 19 jaar uit elkaar waren.
Hendry is door de Britse overheid onderscheiden met een benoeming tot Lid in de Orde van het Britse Rijk, MBE.

## Belangrijkste resultaten

### Rankingtitels
| #   | Seizoen     | Toernooi            | Verliezend finalist | Verliezend finalist | Score |
| --- | ----------- | ------------------- | ------------------- | ------------------- | ----- |
| 1.  | 1987 / 1988 | World Open          | Dennis Taylor       | NIR                 | 10-7  |
| 2.  | 1987 / 1988 | British Open        | Mike Hallett        | ENG                 | 13-2  |
| 3.  | 1989 / 1990 | Dubai Classic       | Doug Mountjoy       | WAL                 | 9-2   |
| 4.  | 1989 / 1990 | UK Championship     | Steve Davis         | ENG                 | 16-12 |
| 5.  | 1989 / 1990 | Wereldkampioenschap | Jimmy White         | ENG                 | 18-12 |
| 6.  | 1990 / 1991 | World Open          | Nigel Bond          | ENG                 | 10-5  |
| 7.  | 1990 / 1991 | Dubai Classic       | Steve Davis         | ENG                 | 9-1   |
| 8.  | 1990 / 1991 | UK Championship     | Steve Davis         | ENG                 | 16-15 |
| 9.  | 1990 / 1991 | British Open        | Gary Wilkinson      | ENG                 | 10-9  |
| 10. | 1991 / 1992 | World Open          | Steve Davis         | ENG                 | 10-6  |
| 11. | 1991 / 1992 | Welsh Open          | Darren Morgan       | WAL                 | 9-3   |
| 12. | 1991 / 1992 | Wereldkampioenschap | Jimmy White         | ENG                 | 18-14 |
| 13. | 1992 / 1993 | Scottish Open       | Steve Davis         | ENG                 | 10-6  |
| 14. | 1992 / 1993 | Wereldkampioenschap | Jimmy White         | ENG                 | 18-5  |
| 15. | 1993 / 1994 | Dubai Classic       | Steve Davis         | ENG                 | 9-3   |
| 16. | 1993 / 1994 | European Masters    | Ronnie O'Sullivan   | ENG                 | 9-5   |
| 17. | 1994 / 1995 | UK Championship     | Ken Doherty         | IRL                 | 10-5  |
| 18. | 1993 / 1994 | Wereldkampioenschap | Jimmy White         | ENG                 | 18-17 |
| 19. | 1994 / 1995 | Wereldkampioenschap | Jimmy White         | ENG                 | 18-9  |
| 20. | 1995 / 1996 | World Open          | John Higgins        | SCO                 | 9-5   |
| 21. | 1995 / 1996 | UK Championship     | Peter Ebdon         | ENG                 | 10-3  |
| 22. | 1995 / 1996 | Wereldkampioenschap | Peter Ebdon         | ENG                 | 18-12 |
| 23. | 1996 / 1997 | UK Championship     | John Higgins        | SCO                 | 10-9  |
| 24. | 1996 / 1997 | Scottish Open       | Tony Drago          | MLT                 | 9-1   |
| 25. | 1996 / 1997 | Welsh Open          | Mark King           | ENG                 | 9-2   |
| 26. | 1998 / 1999 | Scottish Open       | Graeme Dott         | SCO                 | 9-1   |
| 27. | 1998 / 1999 | Wereldkampioenschap | Mark Williams       | WAL                 | 18-11 |
| 28. | 1999 / 2000 | British Open        | Peter Ebdon         | ENG                 | 9-5   |
| 29. | 2001 / 2002 | European Masters    | Joe Perry           | ENG                 | 9-2   |
| 30. | 2002 / 2003 | Welsh Open          | Mark Williams       | WAL                 | 9-5   |
| 31. | 2003 / 2004 | British Open        | Ronnie O'Sullivan   | ENG                 | 9-6   |
| 32. | 2004 / 2005 | Malta Cup           | Graeme Dott         | SCO                 | 9-7   |

### Niet-rankingtitels
| #   | Seizoen     | Toernooi         | Verliezend finalist | Verliezend finalist | Score  |
| --- | ----------- | ---------------- | ------------------- | ------------------- | ------ |
| 1.  | 1988 / 1989 | Masters          | John Parrott        | ENG                 | 9-6    |
| 2.  | 1989 / 1990 | Scottish Masters | Terry Griffiths     | WAL                 | 10-1   |
| 3.  | 1989 / 1990 | Masters          | John Parrott        | ENG                 | 9-4    |
| 4.  | 1990 / 1991 | Masters          | Mike Hallett        | ENG                 | 9-8    |
| 5.  | 1990 / 1991 | Premier League   | n.v.t.              | n.v.t.              | n.v.t. |
| 6.  | 1991 / 1992 | Masters          | John Parrott        | ENG                 | 9-4    |
| 7.  | 1991 / 1992 | Irish Masters    | Ken Doherty         | IRL                 | 9-6    |
| 8.  | 1991 / 1992 | Premier League   | n.v.t.              | n.v.t.              | n.v.t. |
| 9.  | 1992 / 1993 | Masters          | James Wattana       | THA                 | 9-5    |
| 10. | 1993 / 1994 | Premier League   | n.v.t.              | n.v.t.              | n.v.t. |
| 11. | 1994 / 1995 | Premier League   | n.v.t.              | n.v.t.              | n.v.t. |
| 12. | 1995 / 1996 | Scottish Masters | Peter Ebdon         | ENG                 | 9-5    |
| 13. | 1995 / 1996 | Masters          | Ronnie O'Sullivan   | ENG                 | 10-5   |
| 14. | 1996 / 1997 | Irish Masters    | Darren Morgan       | WAL                 | 9-8    |
| 15. | 1998 / 1999 | Irish Masters    | Stephen Lee         | ENG                 | 9-8    |
| 16. | 1999 / 2000 | Premier League   | n.v.t.              | n.v.t.              | n.v.t. |
| 17. | 2003 / 2004 | Premier League   | n.v.t.              | n.v.t.              | n.v.t. |

### Wereldkampioenschap
Hoofdtoernooi (laatste 32 of beter):
| #   | Seizoen     | Editie  | Prestatie      | Extra                                  |
| --- | ----------- | ------- | -------------- | -------------------------------------- |
| 1.  | 1985 / 1986 | WK 1986 | Laatste 32     | Verloor met 10-8 van Willie Thorne     |
| 2.  | 1986 / 1987 | WK 1987 | Kwartfinale    | Verloor met 13-12 van Joe Johnson      |
| 3.  | 1987 / 1988 | WK 1988 | Laatste 16     | Verloor met 13-12 van Jimmy White      |
| 4.  | 1988 / 1989 | WK 1989 | Halve finale   | Verloor met 16-9 van Steve Davis       |
| 5.  | 1989 / 1990 | WK 1990 | Wereldkampioen | Won met 18-12 van Jimmy White          |
| 6.  | 1990 / 1991 | WK 1990 | Kwartfinale    | Verloor met 13-11 van Steve James      |
| 7.  | 1991 / 1992 | WK 1992 | Wereldkampioen | Won met 18-14 van Jimmy White          |
| 8.  | 1992 / 1993 | WK 1993 | Wereldkampioen | Won met 18-5 van Jimmy White           |
| 9.  | 1993 / 1994 | WK 1994 | Wereldkampioen | Won met 18-17 van Jimmy White          |
| 10. | 1994 / 1995 | WK 1995 | Wereldkampioen | Won met 18-9 van Nigel Bond            |
| 11. | 1995 / 1996 | WK 1996 | Wereldkampioen | Won met 18-12 van Peter Ebdon          |
| 12. | 1996 / 1997 | WK 1997 | Finale         | Verloor met 18-12 van Ken Doherty      |
| 13. | 1997 / 1998 | WK 1998 | Laatste 32     | Verloor met 10-4 van Jimmy White       |
| 14. | 1998 / 1999 | WK 1999 | Wereldkampioen | Won met 18-11 van Mark Williams        |
| 15. | 1999 / 2000 | WK 2000 | Laatste 32     | Verloor met 10-7 van Stuart Bingham    |
| 16. | 2000 / 2001 | WK 2001 | Kwartfinale    | Verloor met 13-5 van Matthew Stevens   |
| 17. | 2001 / 2002 | WK 2002 | Finale         | Verloor met 18-17 van Peter Ebdon      |
| 18. | 2002 / 2003 | WK 2003 | Kwartfinale    | Verloor met 13-7 van Mark Williams     |
| 19. | 2003 / 2004 | WK 2004 | Halve finale   | Verloor met 17-4 van Ronnie O'Sullivan |
| 20. | 2004 / 2005 | WK 2005 | Kwartfinale    | Verloor met 13-11 van Matthew Stevens  |
| 21. | 2005 / 2006 | WK 2006 | Laatste 32     | Verloor met 10-9 van Nigel Bond        |
| 22. | 2006 / 2007 | WK 2007 | Laatste 16     | Verloor met 13-6 van Ali Carter        |
| 23. | 2007 / 2008 | WK 2008 | Halve finale   | Verloor met 17-6 van Ronnie O'Sullivan |
| 24. | 2008 / 2009 | WK 2009 | Kwartfinale    | Verloor met 13-11 van Shaun Murphy     |
| 25. | 2009 / 2010 | WK 2010 | Laatste 16     | Verloor met 13-5 van Mark Selby        |
| 26. | 2010 / 2011 | WK 2011 | Laatste 16     | Verloor met 13-4 van Mark Selby        |
| 27. | 2011 / 2012 | WK 2012 | Kwartfinale    | Verloor met 13-2 van Stephen Maguire   |

Joe Davis · Walter Donaldson · Fred Davis · Horace Lindrum · John Pulman · John Spencer · Ray Reardon · Alex Higgins · Terry Griffiths · Cliff Thorburn · Steve Davis · Dennis Taylor · Joe Johnson · Stephen Hendry · John Parrott · Ken Doherty · John Higgins · Mark Williams · Ronnie O'Sullivan · Peter Ebdon · Shaun Murphy · Graeme Dott · Neil Robertson · Mark Selby · Stuart Bingham · Judd Trump · Luca Brecel · Kyren Wilson · Zhao Xintong